# Königsberg (Göstlinger Alpen)
Pour les articles homonymes, voir Königsberg (homonymie).
Le Königsberg est une crête montagneuse étirée située dans le sud-ouest du Land de Basse-Autriche, en Autriche, qui culmine au mont Schwarzkogel à 1 452 mètres.
Königsberg est également le nom d'une station de ski de petite taille située sur les hauteurs de Hollenstein/Ybbs.
Son domaine skiable est relativement ombreux, surtout en début de saison. Il est desservi entièrement par des téléskis, dont le KÖ III, qui est à déconseiller aux débutants du fait de sa pente très raide. Le domaine est étrangement coupé en deux par une route permettant l'accès au pied du secteur supérieur, ce qui oblige à déchausser et à pousser sur les bâtons pour changer de secteur. La majorité des pistes est de difficulté rouge.
La station de ski est très peu fréquentée. Cela peut s'expliquer par son ouverture limitée uniquement aux week-ends (du vendredi au dimanche) et aux vacances scolaires autrichiennes, mais aussi par la médiocre signalisation de son accès. Cette faible fréquentation a l'avantage de limiter relativement l'usure du manteau neigeux.
Königsberg est de fait – principalement à cause de la très faible altitude de son domaine skiable – particulièrement dépendante de l'enneigement naturel, ce qui explique que la saison hivernale se termine généralement dès la mi-mars.
La station collabore avec la station voisine de Forsteralm notamment sur l'offre de forfaits, et est membre du regroupement de stations de ski Skiregion Ostalpen.